# 加茂川町
加茂川町（かもがわちょう）は、かつて岡山県の中央部に存在した町である。御津郡に属していた。
岡山県の中央に位置していたことから「心を大切にした町づくりに取り組む」という意味から、「ハ〜トオブおかやま」をキャッチフレーズにした町づくりを進めていた。現在は合併（平成の大合併岡山県の第1号）により吉備中央町となり、町役場は吉備中央町役場加茂川庁舎となっている。

## 地理
吉備高原に位置し高原と山林で占められている。町の南西部には吉備高原都市があり、産業・福祉・居住の調和が計られた都市計画がなされている。

## 沿革
- 1932年（昭和7年）4月1日 - 加茂村、福山村、吉備郡菅谷村が合併し津賀村となる。
- 1953年（昭和28年）7月1日 - 江与味村のうち大字杉谷、粟井谷が新山村に編入。
- 1955年（昭和30年）3月31日 - 御津郡津賀村・円城村・長田村・豊岡村・新山村の5村が合併し町制施行、加茂川町となる。
- 2004年（平成16年）10月1日 - 上房郡賀陽町との新設合併により加賀郡吉備中央町となる。

## 教育

### 小学校
- 加茂川町立円城小学校
- 加茂川町立津賀小学校
- 加茂川町立御北小学校
- 吉備高原都市学校事務組合立吉備高原小学校
- 学校法人希望学園吉備高原のびのび小学校

### 中学校
- 加茂川町立加茂川中学校
- 学校法人希望学園吉備高原希望中学校

### 高等学校
- 学校法人吉備高原学園吉備高原学園高等学校

※加茂川町立及び組合立は現在、吉備中央町立となっている。

## 交通
- 町内を走る鉄道、高速道路はない。
- 町内を走る一般国道：国道429号、国道484号
- 町内を走る県道
  - 岡山県道31号高梁御津線
  - 岡山県道49号高梁旭線
  - 岡山県道66号落合加茂川線
  - 岡山県道72号岡山賀陽線
  - 岡山県道366号竹部加茂市場線
  - 岡山県道369号尾原賀陽線
  - 岡山県道371号豊岡上小森線
  - 岡山県道372号下土井下加茂線
- 道の駅：かもがわ円城

## 名所・旧跡・観光スポット
- 総社宮

## 祭事・催事
- 加茂大祭 - 総社宮で毎年10月第3日曜日に行われる。岡山県指定重要無形民俗文化財。「岡山県三大祭り」の一つ。